# Surur (qiyan)
Surur, död efter 1193, var en ayyubidisk qiyanpoet och -musiker.
Hon var konkubin till sultan Al-Aziz Uthman (regent 1193–1198).
Surur växte upp i Kairo med en kvinna som lärde henne att läsa, skriva och läsa Koranen, samt grammatik, lexikografi, litteratur och poesi, och utbildade henne till slavsångerska. Under sultan Saladins (1171–1193) regeringstid träffade hon hans son och utpekade efterträdare al-Aziz 'Uthman, som blev kär i Surur men inte kunde skaffa henne som slav av rädsla för sin far innan han själv tog över styret efter faderns död 1193. Fram till dess skrev de två många brev till varandra. När han tog över blev Surur hans ägodel. Surur föll tillfälligt i favör när al-Aziz blev mer intresserad av en annan slav vid namn Uluf.
I klassisk arabisk litteratur nämns hon bland annat i Ibn Fadlallah al-Umaris (1301–1349) huvudverk, lexikonet Masālik al-abṣār fī mamālik al-amṣār, i hans kapitel om kända sångarslavar.